# Megumu Yoshida
Megumu Yoshida (吉田 恵?, Yoshida Megumu; Prefettura di Aichi, 13 aprile 1973) è un allenatore di calcio ed ex calciatore giapponese, di ruolo difensore, tecnico in seconda dell'Avispa Fukuoka.